# Halsbrücke
Halsbrücke es un municipio situado en el distrito de Sajonia Central, en el estado federado de Sajonia (Alemania), a una altitud de 350 metros. Su población a finales de 2016 era de unos 5200 habitantes y su densidad poblacional, 130 hab/km².